# 2. Klavierkonzert (Chrennikow)
Das 2. Klavierkonzert С-Dur, op. 21 ist ein Klavierkonzert des russischen Komponisten Tichon Nikolajewitsch Chrennikow.

## Hintergrund
Das Klavierkonzert entstand 1971, rund 30 Jahre nach seinem ersten Klavierkonzert und wurde von dem Komponisten am 8. Februar 1972 im großen Saal des Moskauer Konservatoriums uraufgeführt. Begleitet wurde er vom Staatlichen Akademischen Sinfonieorchester der UdSSR unter der Leitung von Jewgeni Swetlanow.
Die Auslands-Premiere des Klavierkonzerts fand am 22. Juni 1974 in Paris statt.
Für das Konzert wurde Chrennikow 1974 mit dem Lenin-Preis ausgezeichnet.
Das 2. Klavierkonzert wurde von bekannten Pianisten wie Nikolai Arnoldowitsch Petrow, Jewhen Mohylewskyj, Jewgeni Kissin, Jascha Nemtsov u. a. gespielt.

## Zur Musik
1. Satz - Introduktion. Moderato
Der Satz beginnt mit einem Klaviersolо-Thema in Zwölftontechnik, das etwa 3 Minuten dauert. Das einstimmige Thema beginnt ruhig mit Mezzoforte und wächst allmählich zu Fortissimo, wo es klar in C-Dur erscheint, die mit dem Klang von Des in einem hohen Register koloriert ist. Das Orchester tritt erst am Ende mit einer kantilenen Melodie von Streichern, die mit einem Tuttischlag des Orchesters allmählich nachlässt und endet.
2. Satz - Sonate. Allegro con fuoco
Nahezu attacca folgt das Allegro plötzlich auf die mäßige Introduktion. In diesem Satz wird das Klavier fast ununterbrochen gespielt, abwechselnd mit Repliken des Orchesters. Eine lange Solokadenz nimmt den zentralen Platz ein. Es wird von einer kontinuierlichen impulsiven Bewegung dominiert, die in einem virtuosen Stil geschrieben ist.
3. Satz - Rondo. Giocoso - Andantino
Die Sonate wird durch ein kräftiges Rondo ersetzt. Das Rondo ist reich an schnellen Passagen, doppelten Noten, bravourösen Oktaven. Zusammen mit dem Klavier-Solo wird ein Tamburin-Solo gespielt und ergänzt das helle und fröhliche Rondo-Bild. In der Mitte dieses Teils kommt noch eine entfaltete Solokadenz, die am Ende in die Reprise des ersten Rondo-Themas einführt. Es scheint, dass dies das feierliche Ende des Konzerts sein könnte, aber der Komponist kehrt zur letzten Episode der Introduktion in C-Dur zurück, die das Klavierkonzert beendet.

### Besetzung
- Solo-Klavier,
- 2 Flöten,
- Piccoloflöte,
- 2 Oboen,
- 2 Klarinetten,
- Bassklarinette,
- 2 Fagotte,
- Kontrafagott,
- 4 Hörner,
- 3 Posaunen,
- 3 Trompeten,
- Pauke,
- Kleine Trommel,
- Große Trommel,
- Tamburin,
- Becken,
- Röhrenglocken,
- Glockenspiel,
- 2 Xylophone,
- Tamtam,
- Harfe,
- Streicher.